# ビルバオ・トラム
ビルバオ・トラム(英語: Bilbao Tram)は、スペイン、バスク州ビスカヤ県の、ビルバオを中心とするビルバオ都市圏で運行されているトラム。2002年12月12日に開業し、単にA線(スペイン語: Linea A)とも呼ばれる。エウスコ・トランがバスク自治州で運行する2本のトラムのうちのひとつであり、もうひとつはバスク自治州都ビトリア＝ガステイスに存在する。
14の駅を持つ1路線（A線）からなり、メトロ・ビルバオ（地下鉄）、バスク鉄道（通勤鉄道）、セルカニアス・ビルバオ（通勤鉄道）と接続している。ビルバオ・トラムはビルバオ都市圏の交通網を改善するために建設され、メトロやセルカニアスの駅がない地区を走っている。また、ビルバオ・トラムはビルバオ・グッゲンハイム美術館やエスタディオ・サン・マメス・バリアなどの文化施設への足となっている。

## 歴史
15年間かけてトラムかライトレールの地下鉄の必要性を熟考する研究と調査が行われ、1999年5月に路線の第一段階の建設が開始された。最初の6停留所は2002年12月18日に開業し、バスク州レンダカリ（政府首班）のフアン・ホセ・イバレチェが開業のあいさつを行った。2003年から2004年には新たに4停留所が開業した。2008年には路線を延伸して3停留所を追加する計画が提案された。A線は現在の終着駅であるバスルト駅からアウトノミア通りやレカルデ地区への延伸が計画されているが、バスク自治州政府は2009年、延伸計画を方針転換することを決定した。2010年にはアウトノミア通りとラ・カシジャ広場に駅が追加された。

## 停留所
ビルバオ・トラムには14の停留所が存在する。停留所のプラットホームは低く、プラットホームが歩道そのもので代用されている停留所もある。ビルバオ＝アチュリ停留所を除き、全停留所が無人であり、切符を購入するための自動券売機が設置されている。切符を一度購入したら、券売機の横に配置されている改札機に通さなければならない。停留所の床はトラムの床と同じ高さであり、車椅子、乳母車、ベビーカー、高齢者も乗り降りしやすい。全駅停留所にシトラン・システムが導入されており、液晶画面で発着情報など乗客が必要なリアルタイムの情報が提供される。シトラン・システムは次に到着する2本の列車の情報だけでなく、遅延情報、可能性のある問題、他のメッセージを表示する。

## 路線

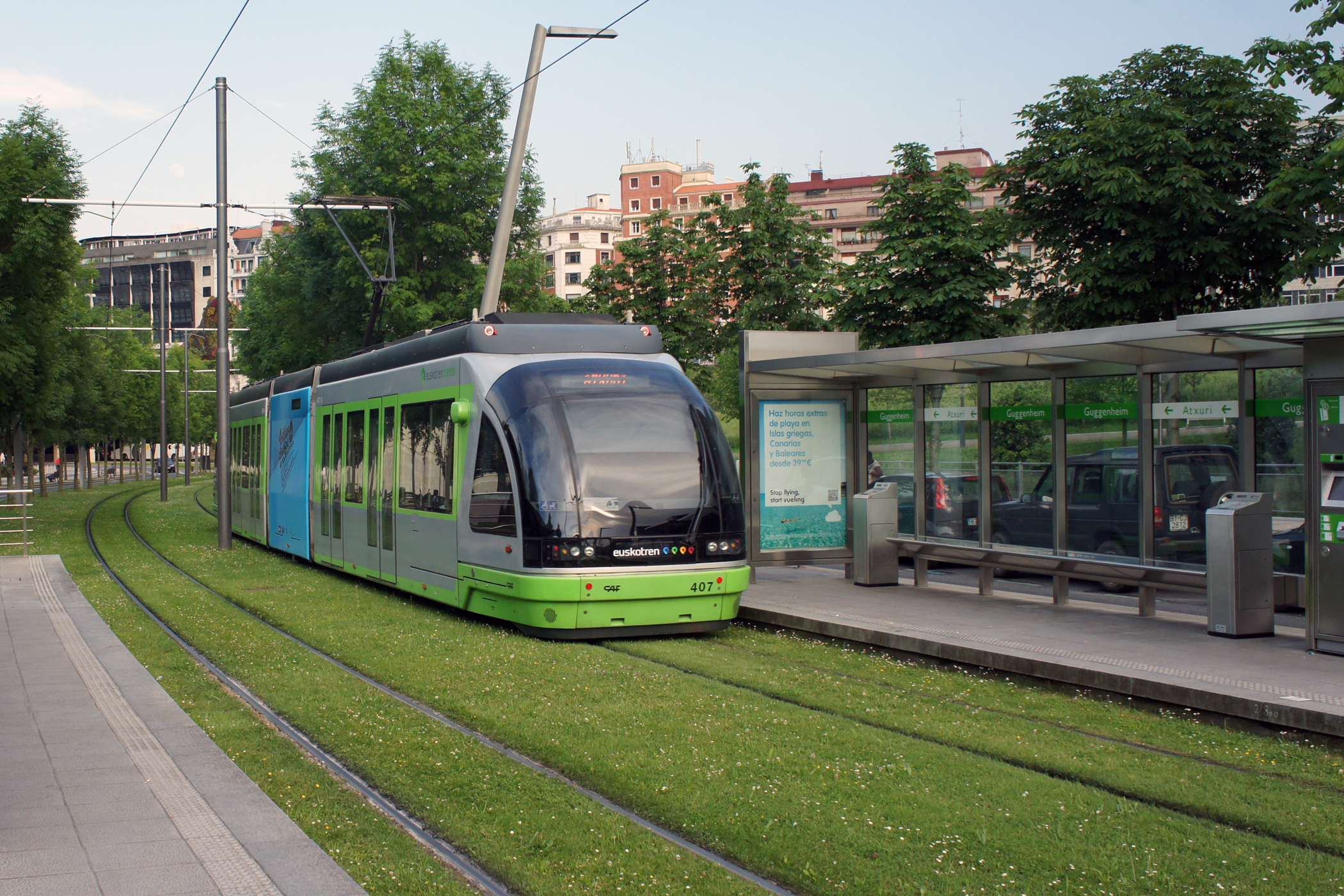
グッゲンハイム停留所に停車中のトラム

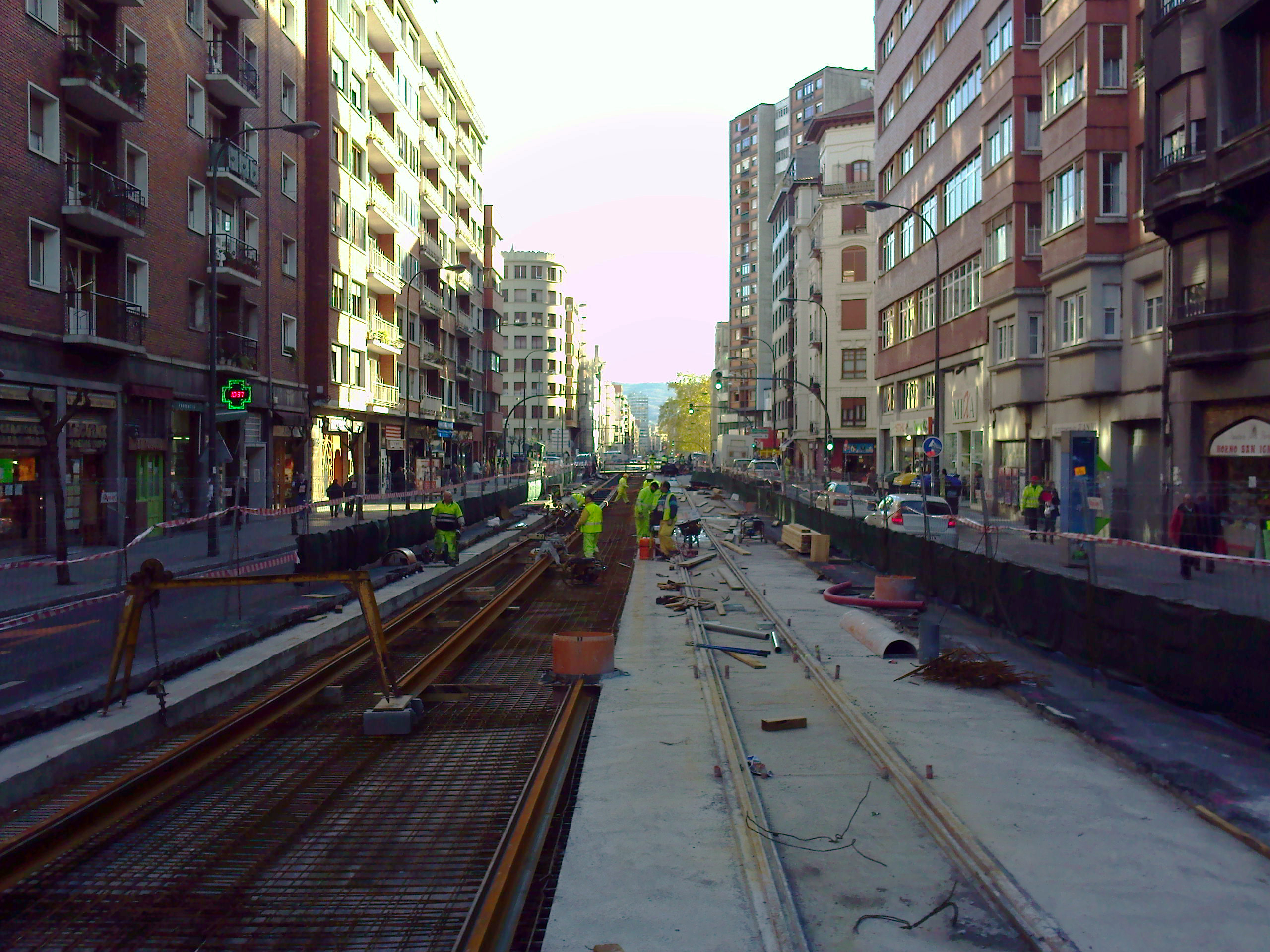
アウトノミア通りでの工事風景（2010年）

現在の路線数は1路線であり、A線と呼ばれる。ビルバオ＝アチュリ停留所が起点であり、ラ・カシジャ停留所が終点である。月曜日から金曜日は10分間隔で運行され、ラッシュアワー・早朝・深夜には本数が少なくなる。ビルバオ＝アチュリ停留所からピオ・バロハ停留所までと、サビノ・アラナ停留所からラ・カシジャ停留所までは自動車などとともに併用軌道を走行し、ピオ・バロハ停留所からエウスカルドゥナ停留所までは芝生が敷かれた専用軌道を走行する。
| A線 |
| --- |
| - ビルバオ＝アチュリ停留所 - リベラ停留所 - アリアガ停留所 メトロ - ビルバオ＝アバンド停留所 メトロ - ピオ・バロハ停留所 - ウリビタルテ停留所 - グッゲンハイム停留所 - アバンドイバッラ停留所 - エウスカルドゥナ停留所 - サビノ・アラナ停留所 - サン・マメス停留所 メトロ - オスピタレア停留所 - バスルト停留所 - ラ・カシジャ停留所 |

## 延伸計画
エチェバリへの延伸
ビルバオ・トラムとバスク鉄道（通勤鉄道）の現行のターミナルはいずれもビルバオ＝アチュリ駅である。将来的には、既に存在する線路を使用してエチェバリのサン・アントニオ駅まで延伸し、メトロ・ビルバオのC-3線と接続することが計画されている。
ソロツァウレへの延伸
ソロツァウレ地区の都市計画には、ビルバオ市中心部とソロツァ地区・ソロツァウレ地区を結ぶ新路線を建設する計画が含まれている。